# Millora contínua
Un procés de millora contínua és un esforç continu per millorar els productes, serveis o processos desenvolupats per una organització. El principi bàsic de la millora contínua és la reflexió sobre el funcionament dels processos. L'objectiu de la millora contínua és la identificació, reducció i eliminació de processos no òptims (eficiència). La millora contínua es basa en passos graduals, en lloc de “passos de gegant”. (evolució).